# Stefano Balassone
Stefano Balassone (Sequals, 5 luglio 1943) è un produttore televisivo, autore televisivo e scrittore italiano.

## Biografia
Il suo operato come consigliere d'amministrazione Rai dal 1998 al 2002 e, precedentemente, come vicedirettore di Raitre al fianco di Angelo Guglielmi (con il quale ha pubblicato numerosi saggi), lo annovera tra i personaggi che hanno ideato un nuovo modello di televisione in Italia.
Negli anni che vanno dal 1987 al 1994 Raitre diviene infatti una rete innovativa, cinica e coraggiosa; per la prima volta in Italia si parla di "TV verità" e programmi come Milano, Italia, Quelli che il calcio, Avanzi, Samarcanda, Blob, Telefono giallo, Mi manda Lubrano, Chi l'ha visto? e Un giorno in pretura vengono messi in onda per la prima volta innalzando lo share della terza rete Rai dal 2% a oltre il 10%.
Nel 2000 diventa docente di "Economia dei media" presso la Università Suor Orsola Benincasa di Napoli, dove tuttora insegna, e presso la Libera università internazionale degli studi sociali Guido Carli di Roma.

## Opere
Le sue pubblicazioni con Meltemi Editore sono:
- La brutta addormentata. Tv e dopo, 1993 (con Angelo Guglielmi)
- Senza rete. Politica e televisione nell'Italia che cambia, 1995 (con Angelo Guglielmi)
- La TV nel mercato globale, 2000
- Come cavarsela in TV, 2001
- Piaceri e poteri della TV, 2004
- Senza rete. Il mito di Rai Tre 1987-1994, 2010 (con Angelo Guglielmi)
- Odiens, sbirciando l'Italia dal buco dell'auditel, 2014 (eBook su europaquotidiano.it)
- Finalmente la riforma della RAI!, 2014 (con Angelo Guglielmi)